# Mytky (przystanek kolejowy)
Mytky (ukr. Митки) – przystanek kolejowy w miejscowości Mytki, w rejonie żmeryńskim, w obwodzie winnickim, na Ukrainie. Położony jest na linii Żmerynka – Mohylów Podolski – Ocnița.

## Historia
Stacja kolejowa powstała w czasach carskich na linii ze Żmerynki do Oknicy i przejścia granicznego z Austro-Węgrami w Nowosielicy, pomiędzy stacjami Bar i Kopaj Gorod. Brak danych o czasie jej przebudowy do przystanku.